# Besançon Hockey Club
Le Besançon Hockey Club est une équipe française de hockey sur glace autrement appelée Séquanes de Besançon. Ils tiraient leur nom d'un peuple gaulois, les Séquanes, dont la capitale était Besançon.

## Historique

### Les débuts
Le club apparaît en 1970 en 2e série, second et dernier échelon national de l'époque.
L'équipe première a participé au Championnat de France de D2 de 1989 à 2001.

### Champion de France de Division 2 2001
Mais, s'étant brusquement renforcée à l'orée de la saison 2000-2001, elle eut tôt fait d'écraser ce modeste championnat.
À l'issue d'une campagne historique, ponctuée de 26 victoires sans la moindre défaite, les Séquanes furent promus en Division 1 (soit le deuxième échelon français).

### Finaliste de la Coupe de France 2002
L'exercice 2001-2002 fut marqué par un nouvel exploit. Alors que la formation bisontine n'évoluait qu'au second niveau national, elle se hissa alors jusqu'en finale de la Coupe de France 2002, performance rarissime en hockey sur glace. Besançon se voit même confier l'organisation de cette finale.
Au premier tour les Séquanes s'impose 2-4 face aux Dauphins d'Épinal avant de disposer des Scorpions de Mulhouse en huitièmes de finale sur le score de 7-5, puis de l'Étoile noire de Strasbourg en quarts de finale par 6 buts à 0 avec un blanchissage du gardien canadien Stéphane Ménard, et enfin 7-6 contre les Ducs d'Angers en demi-finale.
En finale sur la Patinoire La Fayette de Besançon, les Séquanes du capitaine Julien Aubry s'inclinent par 8 à 1 face aux Dragons de Rouen, champions en titre.
Les Séquanes avaient pourtant ouvert le score par Juha Sinkkonen assisté par Teemu Kohvakka et Clinton Edinger.

### Montée en Ligue Magnus 2002
Les Séquanes terminèrent également 5e du Championnat de Division 1 cette année-là. Mais, profitant de l'expansion de l'élite (qui passait de 7 à 15 clubs), ils accédèrent une nouvelle fois à la division supérieure, le Super 16 (aujourd'hui appelé Ligue Magnus). Malheureusement, en raison de problèmes financiers, l'équipe ne put finir la saison 2002-2003,.

## Les joueurs

### Nouvelle structure
Le Besançon Skating Club prit la relève du hockey sur glace avec pour surnom les « Aiglons ». 
Aujourd'hui, le hockey sur glace est toujours présent à Besançon mais ses activités sont encadrées par une autre organisation (le Besançon Doubs Hockey Club) et les équipes locales furent affublées d'un autre surnom « Remparts », avant de redevenir les « Aiglons ». L'équipe première évolue en Division 3.
Lukáš Frank, défenseur tchèque ayant connu la Division 1 et plus brièvement en Ligue Magnus avec les Séquanes, revient à Besançon pour prendre la tête de la nouvelle formation.

## Palmarès
- Champion de France Division 2 : 2001